# Heinrich Schmid (Philosoph)
Johann Heinrich Theodor Schmid (* 24. Juni 1799 in Jena; † 29. Januar 1836 in Heidelberg) war ein deutscher Philosoph und Hochschullehrer.

## Leben
Heinrich Schmid war der Sohn des Professors der Theologie und Kirchenrates Karl Christian Ehrhard Schmid. Sein Vater hatte eine Schule gegründet, an der Schmid seine erste Schulbildung erhielt. 1814 wechselte er an das Weimarer Gymnasium, bevor er schließlich seine Studien an der Universität Jena aufnahm. Dort studierte er neben der Philosophie die Geschichtswissenschaften und Theologie. Er wurde dort wohl zum Dr. theol. promoviert. Während des Studiums begann er eine Begeisterung für Patriotismus auszubilden und wurde 1817 Mitglied der Urburschenschaft. In dieser Zeit äußerte er seine Ansichten zum Universitätswesen auch in einem Artikel für die Brockhaus Enzyklopädie. Nachdem er das theologische Kandidatenexamen bestanden hatte, wechselte er 1821 an die Universität Göttingen um seine akademische Karriere voranzutreiben. Hier wurde er 1821 Mitglied der Alten Göttinger Burschenschaft / Burschenschaft Pideritia. Anschließend kehrte er nach Jena zurück. Er musste sich vorerst seiner literarischen Karriere widmen, da ihm seine Burschenschaftstätigkeiten eine Dozententätigkeit unmöglich machten.
1829 erhielt Schmid die Erlaubnis Vorlesungen an der Universität Jena zu halten. Bereits ein Jahr später, 1830, erhielt er dann den Ruf als außerordentlicher Professor der Philosophie an die Universität Heidelberg. Schon bald erkrankte er schwer und war nicht mehr fähig zu lehren. Bereits 1824 hatte er als Mitherausgeber die Zeitschrift Theologie und Philosophie übernommen, die zuvor von Friedrich August Klein unter dem Namen Für Christenthum und Gottesgelahrtheit: eine Oppositionsschrift mit Wilhelm Schröter herausgegeben wurde.

## Publikationen (Auswahl)
- Der Mysticismus des Mittelalters in seiner Entstehungsgeschichte, Jena 1824.
- Versuch einer Metaphysik der inneren Natur, Brockhaus, Leipzig 1834.
- Vorlesungen über das Wesen der Philosophie und ihre Bedeutung für Wissenschaft und Leben, Liesching, Stuttgart 1836.